# شاندلير إغان
شاندلير إغان (بالإنجليزية: Chandler Egan)‏ هو مهندس معماري أمريكي، ولد في 21 أغسطس 1884 في شيكاغو في الولايات المتحدة، وتوفي في 5 أبريل 1936 في إيفرت في الولايات المتحدة بسبب ذات الرئة.

## وصلات خارجية
- شاندلير إغان على موقع أوليمبيديا (الإنجليزية)